# Laurie Mougel
Laurie Mougel (Briançon, 5 luglio 1988) è un'ex sciatrice alpina francese specialista dello slalom speciale.

## Biografia
La Mougel, slalomista pura originaria di Saint-Chaffrey, è figlia di Daniel e di Marina Laurençon, a loro volta sciatori alpini; ha partecipato alla sua prima gara FIS il 12 dicembre 2003 a Serre Chevalier, mentre ha debuttato in Coppa Europa nel dicembre del 2005. Quattro anni dopo, nella stessa manifestazione continentale, ha conquistato il suo primo podio di carriera sulle nevi svizzere di Crans-Montana, concludendo la prova alle spalle della sciatrice di casa Rabea Grand.
Il 3 gennaio 2010 ha fatto il suo esordio in Coppa del Mondo a Zagabria Sljeme, non riuscendo però a qualificarsi per la seconda manche. Nel 2013, il 4 gennaio ha colto ancora a Zagabria Sljeme il suo miglior piazzamento di carriera in Coppa del Mondo (5ª) e il 16 febbraio ha esordito ai Campionati mondiali, piazzandosi 18ª nello slalom speciale della rassegna iridata di Schladming; il 20 marzo si è laureata campionessa francese della specialità.
Ai Mondiali di Vail/Beaver Creek 2015 è stata 17ª; due anni dopo nel suo congedo iridato, i Mondiali di Sankt Moritz 2017, non ha completato la prova. Si è ritirata nella stagione 2016-2017; ha disputato la sua ultima gara in Coppa del Mondo a Squaw Valley l'11 marzo, chiudendo al 17º posto, mentre l'ultima gara in carriera è stata una gara FIS a Courchevel il 7 aprile successivo, chiusa dalla Mougel al 5º posto.

## Palmarès

### Coppa del Mondo
- Miglior piazzamento in classifica generale: 52ª nel 2015

### Coppa Europa
- Miglior piazzamento in classifica generale: 18ª nel 2011
- 3 podi:
  - 2 secondi posti
  - 1 terzo posto

### Nor-Am Cup
- Miglior piazzamento in classifica generale: 42ª nel 2017
- 2 podi:
  - 1 vittoria
  - 1 terzo posto

#### Nor-Am Cup - vittorie
| Data          | Località       | Paese  | Specialità |
| ------------- | -------------- | ------ | ---------- |
| 17 marzo 2017 | Val-Saint-Côme | Canada | SL         |

Legenda:

SL = slalom speciale

### Campionati francesi
- 4 medaglie[2]:
  - 2 ori (slalom speciale nel 2013; slalom speciale nel 2015)
  - 1 argento (slalom speciale nel 2011)
  - 1 bronzo (slalom speciale nel 2017)